# Rue des Boulets (Métro Paris)

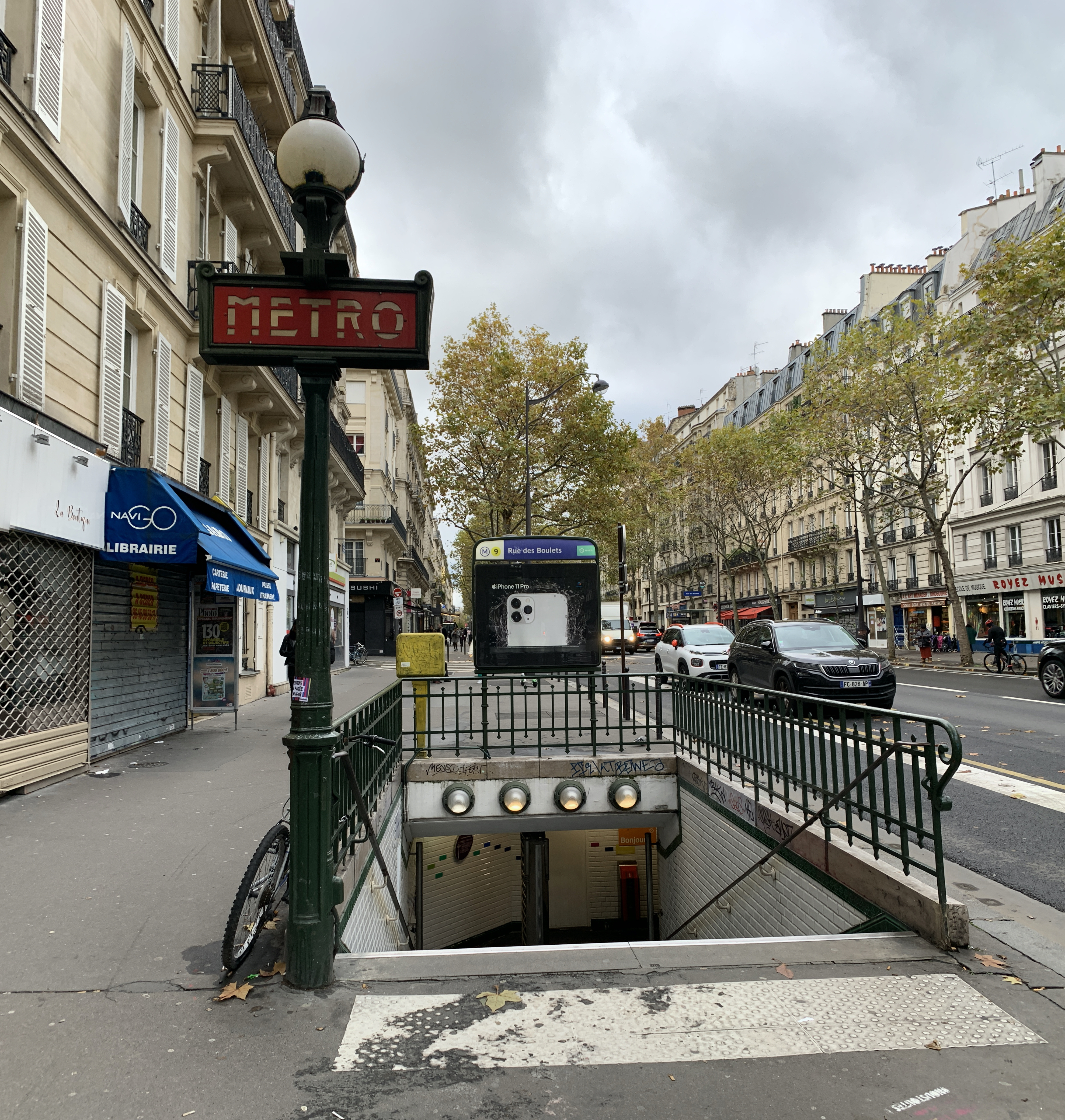
Zugang mit Dervaux-Kandelaber

Der U-Bahnhof Rue des Boulets [fʁy de bulɛ] ist eine unterirdische Station der Linie 9 der Pariser Métro. Er gehört zu fünf von den mehr als 300 U-Bahnhöfen der Métro, die das Wort „Rue“ (Straße) im Namen führen.

## Lage
Die Station befindet sich im Quartier Sainte-Marguerite des 11. Arrondissements von Paris. Sie liegt längs unter dem Boulevard Voltaire zwischen dessen Kreuzung mit der Rue de Montreuil und der Einmündung der Rue des Boulets.

## Name
Namengebend ist die dort vom Boulevard Voltaire abgehende Straße Rue des Boulets. Der Name der Örtlichkeit „Les Boulets“ bezieht sich vermutlich auf Kanonen- oder Gewehrkugeln während der Belagerung der Stadt durch Heinrich IV., jedoch ist seine Herkunft nicht eindeutig geklärt.
Vor 1998 hatte die Station den Namen „Boulets – Montreuil“. Die Rue de Montreuil führt in Richtung des Vororts Montreuil, einer Stadt im Département Seine-Saint-Denis am östlichen Pariser Stadtrand.

## Geschichte und Beschreibung
Die Station wurde am 10. Dezember 1933 in Betrieb genommen, als die Linie 9 um 6430 m von Richelieu – Drouot bis Porte de Montreuil verlängert wurde. Sie weist zwei Seitenbahnsteige an zwei Streckengleisen auf und wurde mit einer Länge von 105 m errichtet. Der Querschnitt ist ellipsenförmig, Decke und Wände sind weiß gefliest. Die Seitenwände folgen der Krümmung der Ellipse. Südlich der Station liegt ein einfacher Gleiswechsel.
Die beiden Zugänge liegen am Boulevard Voltaire südlich der Einmündung der Rue des Boulets. Sie sind durch je einen von Adolphe Dervaux im Stil des Art déco entworfenen Kandelaber markiert.

## Fahrzeuge
Die Linie 9 wird mit konventionellen Fahrzeugen betrieben, die auf Stahlschienen verkehren. Zunächst verkehrten Züge der Bauart Sprague-Thomson, die dort ihr letztes Einsatzgebiet hatten. 1983 kam die Baureihe MF 67 auf die Strecke. Seit Oktober 2013 kam zunehmend die Baureihe MF 01 zum Einsatz, am 14. Dezember 2016 verkehrte der letzte MF-67-Zug auf der Linie 9.